# انفجار تل أبيض 2019
انفجار تل أبيض عبارة عن انفجار سيارة حدث في وسط سوق في منطقة تل أبيض بالقرب من الحدود السورية التركية، وأسفر عن مقتل 13 شخصًا وإصابة العشرات، وألقي باللوم على حزب العمال الكردستاني.
كانت المناطق التي سيطرت عليها تركيا في شمال سوريا قد شهدت عدة انفجارات خلال الفترة الماضية نظرًا لصراعها مع قوات سوريا الديمقراطية (قسد)، حيث أعلنت وزارة الدفاع التركية أنّ الانفجار وقع في سوق في تل أبيض، وأسفر عن مقتل 13 مدنيّاً وإصابة عشرين آخرين، في حين صرح المرصد السوري لحقوق الإنسان بمقتل 14 مدنياً وعنصراً من فصائل المعارضة السورية المدعومة تركيا في الانفجار. في رده على الاتهامات صرح المتحدث باسم قوات سوريا الديمقراطية مصطفى بالي إن «الأنفجار الذي وقع في مدينة تل أبيض هذا اليوم، جزء من مخطّطات تركيا الممنهجة لإفراغ المدن وإجبار الناس على الهرب وإحداث تغيير ديموغرافي، وأن كلّ المناطق المحتلة من قبل تركيا تشهد تفجيرات يومية، وعلى العالم أن يقتنع بأنّ ممارسات تركيا لا تختلف عن داعش».